# Citropsis zenkeri
Citropsis zenkeri là một loài thực vật có hoa trong họ Cửu lý hương. Loài này được Engl. mô tả khoa học đầu tiên năm 1915.